# Prionotalis
Prionotalis és un gènere d'arnes de la família Crambidae.

## Taxonomia
- Prionotalis africanellus (Strand, 1909)
- Prionotalis balia (Tams, 1932)
- Prionotalis friesei Bleszynski, 1963
- Prionotalis peracutella Hampson, 1919